# شركة بغداد للمشروبات الغازية
شركة بغداد للمشروبات الغازية هي شركة لإنتاج وتسويق المشروبات الغازية في العراق. تملك الشركة رخصة حصرية لبيع منتجات بيبسي في العراق.
الاتفاقية مع شركة بيبسيكو تخول شركة بغداد لانتاج وتوزيع مشروبات بيبسي وسفن أب وميرندا الغازية.
وتبيع شركة بيبسي العراقية حاليا نحو 7.2 مليون علبة شهريا، على الرغم من أن هذا الرقم ينخفض بسبب انقطاع التيار الكهربائي.

## نبذة تاريخية
تأسست الشركة عام 1989 برأس مال تأسيسي قدره 70 مليون دينار عراقي. وفي عام 1984 وقعت عقد امتياز حصري مع شركة بيبسي جعلها المنتج والموزع الحصري، لكن العلاقة انتهت في 1990 بسبب العقوبات الأمريكية والحصار الاقتصادي وبسبب هذا الامر اجبرت الشركة على استبدال مركزات بيبسي الاصلية بأصناف مزيفة تم تهريبها من أوروبا الشرقية. وفي عام 2004 تم عقد اتفاق منح الامتياز مرة أخرى.
كان حامد جاسم قاسم هو رئيس مجلس الإدارة لكنه تنحى بسبب خلافه مع عدي صدام حسين الذي اشترى 10% من اسهم الشركة. بعد عام 2003 تم تجميد حصة عدي واعادة حامد جاسم قاسم رئيس لمجلس الإدارة.
في 15 حزيران 2004 تم ادراج الشركة في سوق العراق للأوراق المالية برأس مال قدره 10 مليارات دينار عراقي. وفي 31 كانون الأول 2015 تم تعديل رأس المال ليصبح 133 مليار دينار عراقي.
رئيس مجلس الإدارة الحالي هو عصام كريم الأسدي.